# 캔디 (프로게이머)
캔디(본명: 김승주, 1996년 1월 21일 ~ )는 대한민국의 리그 오브 레전드 프로게이머로 포지션은 미드라이너이다. 아이디는 Candy를 사용한다.

## 선수 생활
2015년 1월, 제닉스 모즈룩에서 프로 커리어를 시작했다.
2015년 6월, 타이완의 미드나잇 썬 e스포츠에 입단했다. 2015년 11월, 팀에서 퇴단했다.
2017시즌을 앞두고 CJ 엔투스에 입단했다. 정규시즌에서는 무난한 모습을 보였으나 승강전에서 좋지 못한 모습을 보여주었다.
2018시즌을 앞두고 G-Rex에 입단했다. 2018년 11월, 팀에서 퇴단했다.
이후 2019년 3월, G-Rex에 재입단했다.
2020시즌을 앞두고 탈론 e스포츠에 입단했다. 스프링 시즌 주전으로 활약해 팀의 스프링 시즌 우승에 기여했다. 서머 시즌에는 탱크가 영입되어 주전경쟁을 하였으나 서브 선수로 밀려났다. 이후 7월 9일, PSG 탈론과의 계약을 해지했다.

## 소속팀
| # | 팀명                | 소속 기간             | 소속 리그 | 비고 |
| - | ------------------- | --------------------- | --------- | ---- |
| 1 | 제닉스 모즈룩       | 2015.01~2015.05       | CK        |      |
| 2 | 미드나잇 썬 e스포츠 | 2015.06.18~2015.11.06 | LMS       |      |
| 3 | CJ 엔투스           | 2016.12.20~2017.11.13 | CK        |      |
| 4 | G-Rex               | 2017.11.29~2018.11.22 | LMS       |      |
| 5 | G-Rex               | 2019.03.06~2019.11.18 | LMS       |      |
| 6 | 탈론 e스포츠        | 2020.01.03~2020.07.09 | PCS       |      |

## 수상 내역
- 리그 오브 레전드 챌린저스 코리아 스프링 2017 준우승
- 리그 오브 레전드 챌린저스 코리아 서머 2017 우승
- 리그 오브 레전드 월드 챔피언십 2018 16강
- 퍼시픽 챔피언십 시리즈 스프링 2020 우승
- 2020 미드 시즌 쇼다운 우승